# هوغو فلوري
هوغو فلوري (بالفرنسية: Hugues de Fleury )‏ (و. القرن 11 – 1135 م) هو مؤلف، ومؤرخ، وكاتب فرنسي.